# Запрудный (Московская область)
Запру́дный — посёлок в городском округе Коломна Московской области. До 2017 года относился к Биорковскому сельскому поселению Коломенского района. Население — 125 чел. (2010).

## Население
| 2002 | 2006 | 2010 |
| ---- | ---- | ---- |
| 145  | ↗181 | ↘125 |

## Инфраструктура
В посёлке насчитывается 5 домов квартирного типа. Имеются магазин и фельдшерский пункт, база отдыха. Действуют централизованная система водоснабжения .Не имеется система бытовой канализации с очистными сооружениями биологической очистки. Работают централизованная отопительная система, но, по состоянию на 2011 год, нет системы газоснабжения.
Жители не обеспечены проводной телефонной связью, не имеют доступ к интернету.

## Транспорт
Автомобильная дорога «Коломна — Озеры» — п. Запрудный. Имеется рейсовый автобус № 50 Коломна (Автостанция Старая Коломна) — Запрудный каждые 45 минут.